# Happy Buccaneer (schip, 1984)
De Happy Buccaneer was een in Japan gebouwd Nederlands zwareladingschip. Het schip kwam in 1984 in de vaart en had Amsterdam als thuishaven. De Happy Buccaneer werd wereldwijd ingezet in zwarelading- en speciaal transport over water. Het schip heeft altijd onder dezelfde naam en thuishaven gevaren.
De Happy Buccaneer had de bijnaam "Grandmother of heavy lifiting" vanwege haar zeer lange levensduur en omdat haar ontwerp de toon zette voor alle opvolgende zwaarladingschepen.

## Geschiedenis
Het schip was gebouwd naar een ontwerp van de Nederlandse scheepsbouw ingenieur Ernst Vossnack, in samenwerking met opdrachtgevers Mammoet Shipping, Nedlloyd en de Schiedamse kranenbouwer Huisman. De Japanse werf Hitachi Zosen te Innoshima bouwde het schip. In 2000 werd Spliethoff volledige eigenaar van de Happy Buccaneer, waarna het werd ingezet in de zwareladingtak van deze rederij: BigLift Shipping. 
In 2024 is de Happy Buccaneer voor de sloop verkocht naar Turkije. Het schip vertrok op 5 oktober 2024 van Sagunto naar Aliağa waar het op 12 oktober ten anker ging. Op 16 oktober 2024 is het schip op het strand van Aliağa gevaren om gesloopt te worden.
In haar leven heeft de Happy Buccaneer 286 reizen gemaakt waarvan 12 met Ro-Ro lading, en is 135 keer de wereld rond geweest. De hoofdmotoren hadden ieder meer dan 200.000 draaiuren.

## Techniek
Aan stuurboordzijde stonden twee Huisman-ITREC-kranen, elk oorspronkelijk met een hijsvermogen van 550 ton. In 2006 werd tijdens een werfbeurt de werklast van beide kranen tot 700 ton verhoogd. In tandem kunnen de kranen 1400 ton hijsen. Aan de achterzijde van het schip bevond zich een ro-roklep met een maximale capaciteit van 2500 ton. De ladingcapaciteit van het ruim, dat door middel van schotten en een tussendek flexibel kan worden ingericht, was 19.908 m³.
De voortstuwing werd verzorgd door twee Hitachi-dieselmotoren, die onder licentie van Sulzer zijn gebouwd. De motoren hebben elk een vermogen van 3840 kilowatt en drijven samen twee verstelbare schroeven aan, die het schip een snelheid van 14,75 knopen geven.